# Nicolas Wähling
Nicolas William Wähling (* 24. August 1997 in Ludwigsburg) ist ein deutsch-englischer Fußballspieler. Der Flügelspieler steht beim Cavalry FC in der Canadian Premier League unter Vertrag.

## Karriere
Wähling wurde in Ludwigsburg geboren und begann, nachdem seine Familie nach Karlsruhe umgezogen war, mit dem Fußballspielen beim dortigen Stadtteilverein FC Neureut. Zur U14 wechselte er nach fünf Jahren in den Juniorenteams des Karlsruher SC, mit dessen U19 er in der Saison 2014/15 das Endspiel um die deutsche Meisterschaft gegen den FC Schalke 04 verlor, zur TSG 1899 Hoffenheim. Hier verbrachte der Württemberger sein letztes A-Jugend-Jahr unter dem späteren Bundesligatrainer Julian Nagelsmann. Auch mit der TSG gelangte der Flügelspieler ins Endspiel um den Meistertitel, welches diesmal vor 15.000 Zuschauern gegen Borussia Dortmund verloren ging.
Ab Sommer 2016 stand Wähling für drei Spielzeiten im Kader der Hoffenheimer Regionalligamannschaft; als Stammspieler lieferte er mit dreizehn Scorerpunkten in seinem letzten Jahr seine beste Leistung für die Mannschaft ab. 2017 stand er einmal im Profikader für die Europa League, ein Jahr später am 24. Spieltag in der Bundesligamannschaft, beide Male wurde er von seinem Jugendtrainer Nagelsmann jedoch nicht eingesetzt.
Zur Zweitligasaison 2019/20 verpflichtete der SSV Jahn Regensburg den Offensivakteur und stattete ihn mit einem bis Juni 2022 gültigen Vertrag aus. Seinen ersten Einsatz absolvierte er für die zweite Mannschaft des Vereins in der Bayernliga.
Ab dem 30. Juli 2021 stand er beim Regionalligisten SSV Ulm 1846 unter Vertrag. Während der Vorbereitungsphase für die Saison 2022/23 wechselte Wähling zum Nordost-Regionalligisten Energie Cottbus. Für Cottbus erzielte er in 33 Spielen 12 Tore und 6 Assists. Im August 2023 wechselte Wähling zurück in die Regionalliga Südwest zum TSV Steinbach Haiger. Im Sommer 2024 wechselte Wähling in die Canadian Premier League zum Cavalry FC in Calgary, wo er einen Vertrag bis Ende 2025 unterschrieb und im November 2024 die erste Meisterschaft des Franchise feiern konnte.

## Erfolge
- Meister der Canadian Premier League: 2024

## Privates
Nicolas ist der Sohn eines Deutschen und einer Engländerin. Durch seine Mutter hält er auch die englische Staatsbürgerschaft und wuchs bilingual auf. Er hat vier Brüder, wobei der älteste, Alexander, für den 1. FSV Mainz 05 II in der 3. Liga spielte. Sein jüngerer Bruder Oliver ist auch Profifußballer und steht beim VfL Osnabrück unter Vertrag.